# Liste des musées de la Gironde
 (juin 2022).
Cet article présente les musées situés en Gironde.

## Beautiran
- Villa Maglya, musée des techniques
- Villa Maglya  musée atelier de la photographie

## Blasimon
- Musée archéologique (Musée de France)

## Blaye
- Musée d'art et d'histoire du Pays blayais  (Musée de France)

## Bordeaux

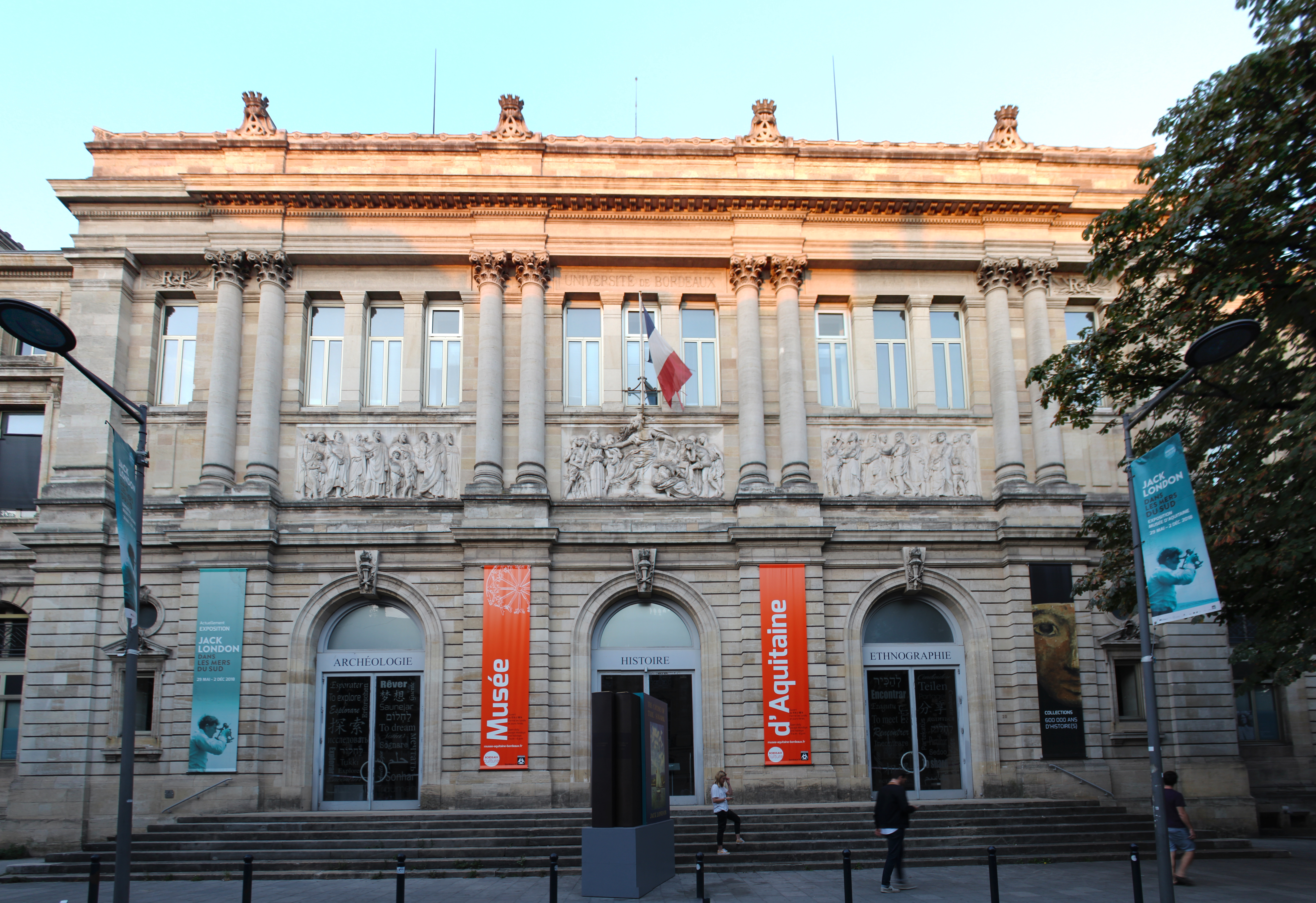
Le musée d'Aquitaine.

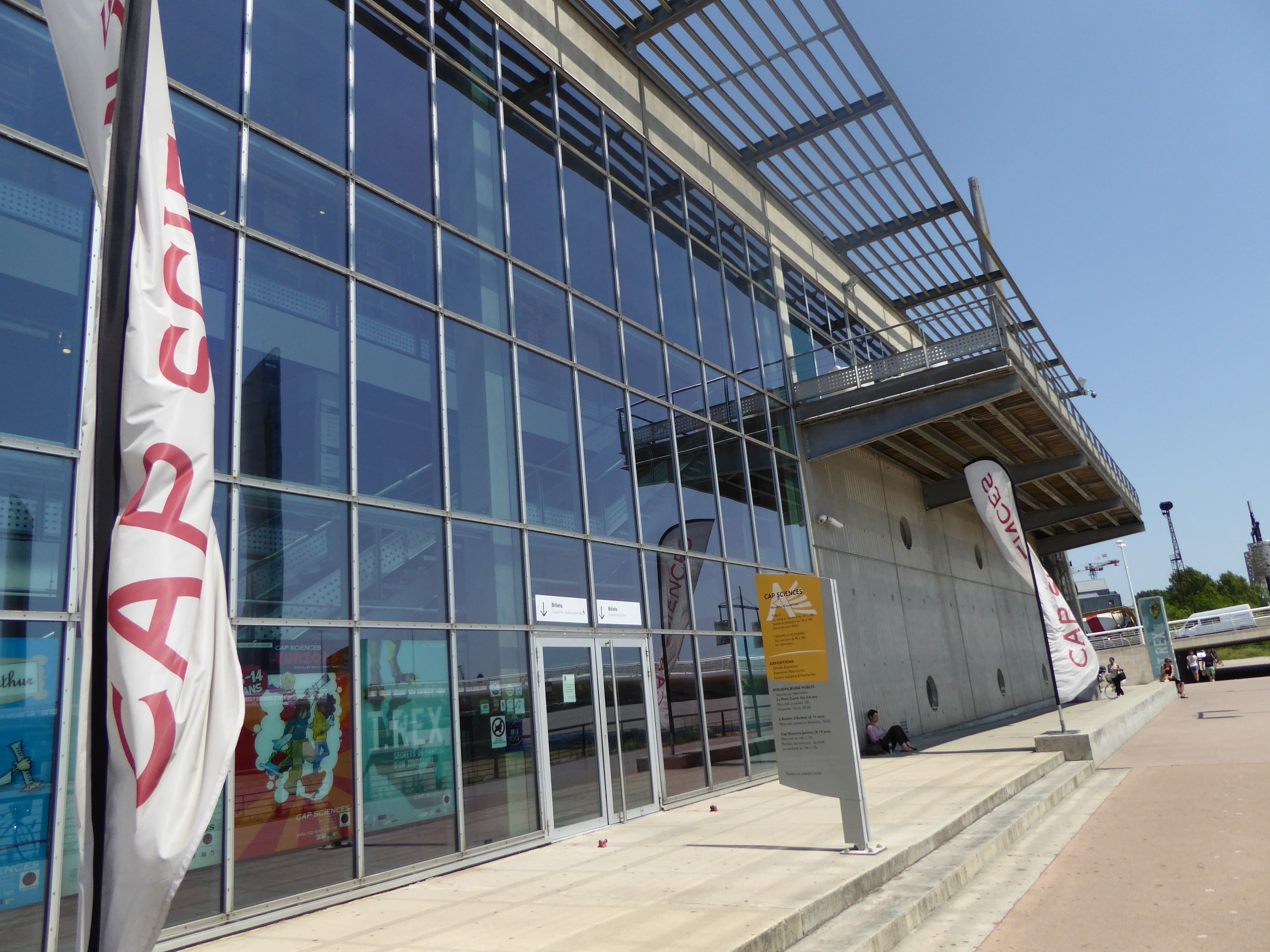
Le musée Cap Sciences, sur les quais de Bordeaux.

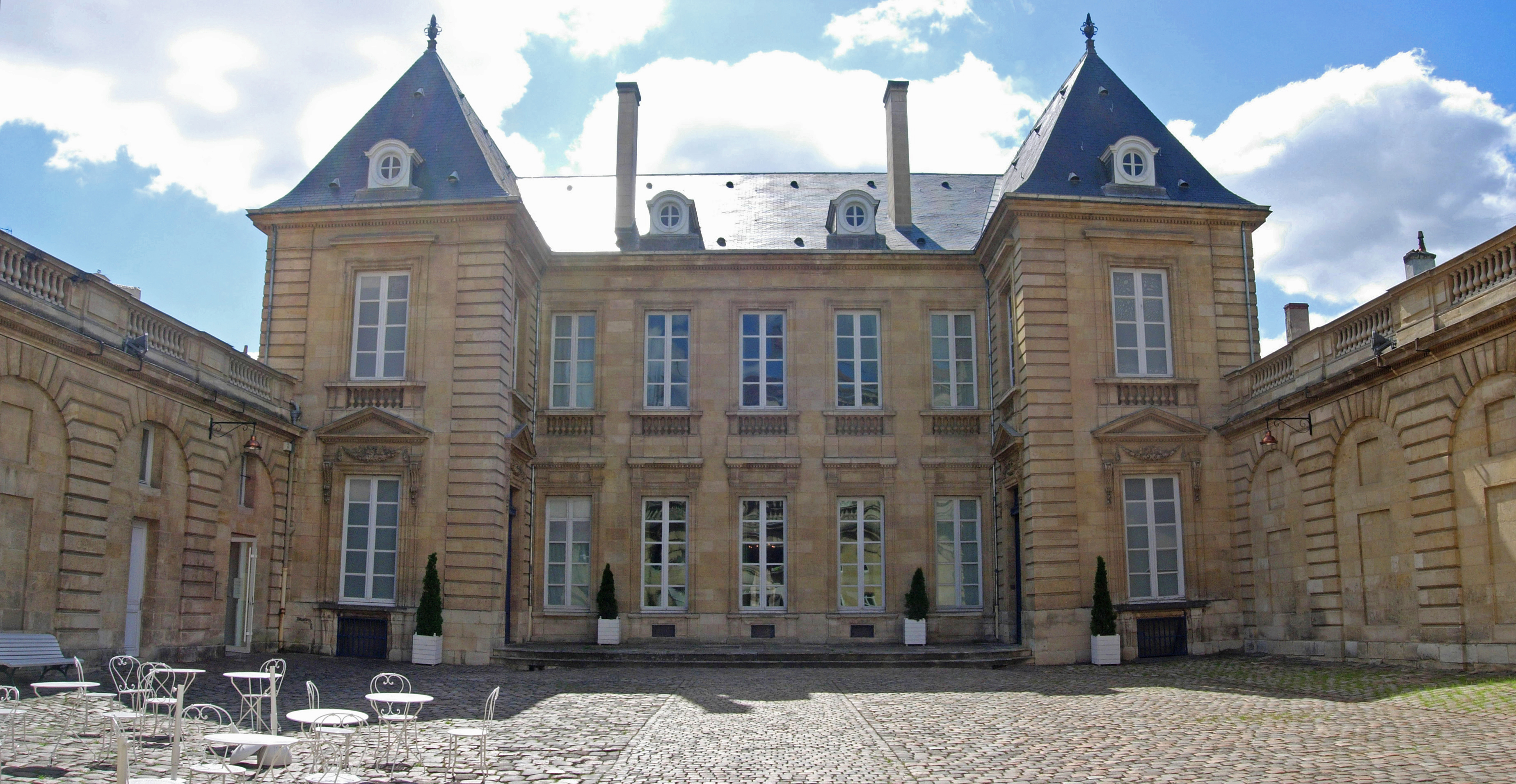
Le musée des arts décoratifs et du design.

- Le musée des Beaux-Arts figure parmi les plus anciens musées de France, ce qui explique l’ampleur et la diversité de ses collections, notamment pour les XIXe et XXe siècles. Parmi les dépôts de l’État, figurent certaines toiles majeures comme L’Embarquement de la duchesse d’Angoulême de Gros, La Grèce sur les ruines de Missolonghi et la Chasse au Lion de Delacroix ou le Rolla de Gervex. On y trouve également de remarquables peintures de Rubens, Véronèse, Titien, Van Dyck, Corot, Bouguereau, Gérôme, Matisse, Dufy ou Picasso…
- Le musée d'Aquitaine hérité des collections de l'ancien Musée lapidaire créé vers 1783 par l'Académie de Bordeaux à la demande de l'intendant Dupré de Saint-Maur afin de rassembler les vestiges romains mis au jour par d'importants travaux d'urbanisme entrepris dès le XVIe siècle et, principalement, au XVIIIe siècle. Depuis 1962, il a évolué vers un musée d'histoire, d'archéologie et d'ethnographie régionales : vestiges de l'époque préhistorique, antiquités romaines et paléo-chrétiennes de la cité de Burdigalia, collections médiévales, collections ethnographiques, etc. Il accueille également les collections de l'ancien musée Goupil, conservatoire de l'image industrielle.
- Les Bassins de Lumières, centre d’art numérique situé dans l'enceinte de la base sous-marine de Bordeaux. Il a ouvert ses portes le 17 avril 2020.
- Depuis le 24 avril 2025, l'annexe de la base, autrefois réservée aux expositions d'art contemporain, devient un « lieu culturel de proximité » (LCP), appelé Boîte noire[4]. Géré par les associations Le Grand Incendie et Dézip, et disposant d'une salle pouvant accueillir 1 000 personnes, le site est destiné à développer des projets artistiques ancrés dans le quartier[5].
- Le Capc musée d'art contemporain, anciennement centre d'arts plastiques contemporains de Bordeaux est installé dans le cadre superbe d'un ancien entrepôt à grains. Il déploie une collection de la fin des années 1960 aux générations actuelles, rassemblant plus d'un millier d'œuvres et 140 artistes.
- Le musée des arts décoratifs et du design est logé dans l'hôtel de Lalande. Édifié en 1779 par l'architecte bordelais Étienne Laclotte, pour le parlementaire Pierre de Raymond de Lalande, le musée abrite de riches collections d'arts décoratifs français, et plus particulièrement bordelais, des XVIIIe et XIXe siècles, ainsi que des collections de peintures, gravures, miniatures, sculptures, mobilier, céramique, verrerie, orfèvrerie, etc.
- Le muséum d'histoire naturelle est installé dans une demeure du XVIIIe siècle dans le jardin public de Bordeaux. Il vit au rythme d'expositions thématiques qui mettent en valeur des spécimens des collections permanentes.
- Le Musée national des Douanes est logé au sein d'un des magnifiques pavillons de la place de la Bourse. Il retrace l'histoire douanière et illustre les missions des brigades et des bureaux.
- Le Centre national Jean-Moulin de documentation sur la Seconde Guerre mondiale présente au public des documents d’époque et des objets qui perpétuent le souvenir de cette période récente de notre histoire, qui situent les différents réseaux et permettent d’apprécier le combat des résistants pour la libération du territoire national.
- Le musée d'ethnographie de l'université de Bordeaux (MEB), créé à la fin du XIXe siècle, rassemble des collections patrimoniales qui couvrent tout le champ anthropologique des techniques touchant à la vie sociale et religieuse pour l'Afrique, l'Asie et l'Océanie[6].
- Le musée des Compagnons du Tour de France retrace, à travers environ 500 documents et objets, l'histoire du compagnonnage, de la vie ouvrière à Bordeaux et dans la région.
- Le musée du Vin et du Négoce de Bordeaux a été ouvert à l'initiative de l'association Bordeaux Historia Vini le 26 juin 2008 dans le quartier des Chartrons. Dans trois caves semi-enterrées, le musée présente une collection d'objets historiques uniques, de multiples témoignages du passé et du présent avec nombre de documents et panneaux explicatifs retraçant le commerce des vins de Bordeaux : l'évolution du métier de négociant, depuis le privilège des vins de Bordeaux datant du Moyen Âge jusqu'à nos jours, en passant par le travail dans les chais et les exportations.
- Le musée Mer Marine Bordeaux présente quant à lui sur trois niveaux et 6 000 m2 une histoire universelle de la navigation à travers le monde, la richesse des savoir-faire, les grandes découvertes, les expéditions scientifiques ou les batailles navales à l'aide de 10 000 objets de marine, tels que bateaux grandeur nature, maquettes, instruments de navigation, cartes, atlas et œuvres d’art, avec de fréquents focus sur Bordeaux et sa région[7].
- Le musée de l'histoire maritime de Bordeaux présente l'histoire du port de Bordeaux.
- Le musée Goupil conserve le fonds de la maison Goupil, dynastie d'éditeurs d'art parisiens actifs de 1827 à 1920. Les collections se répartissent en trois domaines : estampes, photographies et archives.
- Le musée des télécommunications d'Aquitaine occupe les locaux de l'ancien Central Téléphonique « Chartrons », de type R6, mis en service en 1958 avec 3 000 lignes puis 5 000 lignes, et retiré de l'exploitation en 1983.
- La Maison de l'eau
- Le Musée d'Art cru[8]

### Musées disparus
- Le musée des métiers de l'imprimerie de Bordeaux expose plus de 160 machines associées aux métiers de l'imprimerie, constituant la plus grande collection de ce type en France. Il est définitivement fermé depuis fin 2023.
- Vinorama[9], fermé depuis 2007.
- De juin 1993 à mai 2007, on pouvait visiter le croiseur Colbert.
- Le musée des Compagnons du Tour de France.

## Bègles
- Musée de la Création Franche

## Bourg-sur-Gironde
- Musée de la voiture à cheval (Musée de France)

## Carcans-Maubuisson
- Maison des Arts et Traditions Populaires de la Lande médocaine

## Eysines
- Centre d’art contemporain du château Lescombes

## Gornac
- Moulin-Musée du Haut Benauge[10] :

## Gradignan
- Écomusée de la vigne et du vin
- Musée de Georges de Sonneville

## La Réole
- Musée de l'Ancienne Abbaye
- Musées de la Réole[11]. (Musée de France)

## Libourne
- Musée des beaux-arts (Musée de France)
- Musée historique du vieux Libourne (Musée de France)

## Lignan-de-Bordeaux
- Musée de Lignan[12]

## Lormont
- Musée des Amis du Vieux Lormont (AVL) [13]
- Musée national de l'Assurance maladie

## Mazères
- la Métairie du château de Roquetaillade "Musée de la Bazadaise" Musée de la Bazadaise

## Mérignac
- Conservatoire de l'air et de l'espace d'Aquitaine (CAEA)[14] situé sur la (BA 106)

## Pessac
- Archéopôle d'Aquitaine: espace d'interprétation dédié aux résultats des recherches des membres de l'institut Ausonius, centre de recherche sur les sciences de l'antiquité, de l'histoire médiévale et de l'archéologie[15].
- Historial Raphaël Saint-Orens

## Plassac
- Musée et villas gallo-romaines de Plassac

## Pointe de Grave
- Musée du phare de Cordouan  située dans les bâtiments du phare de Grave

## Sadirac
- Maison de la poterie[16]

## Saint-Ciers-sur-Gironde
- Musée archéologique
- Musée de Saint-Ciers autrefois

## Saint-Émilion
- Musée d'histoire et d'archéologie (Musée de France)

## Soulac-sur-Mer

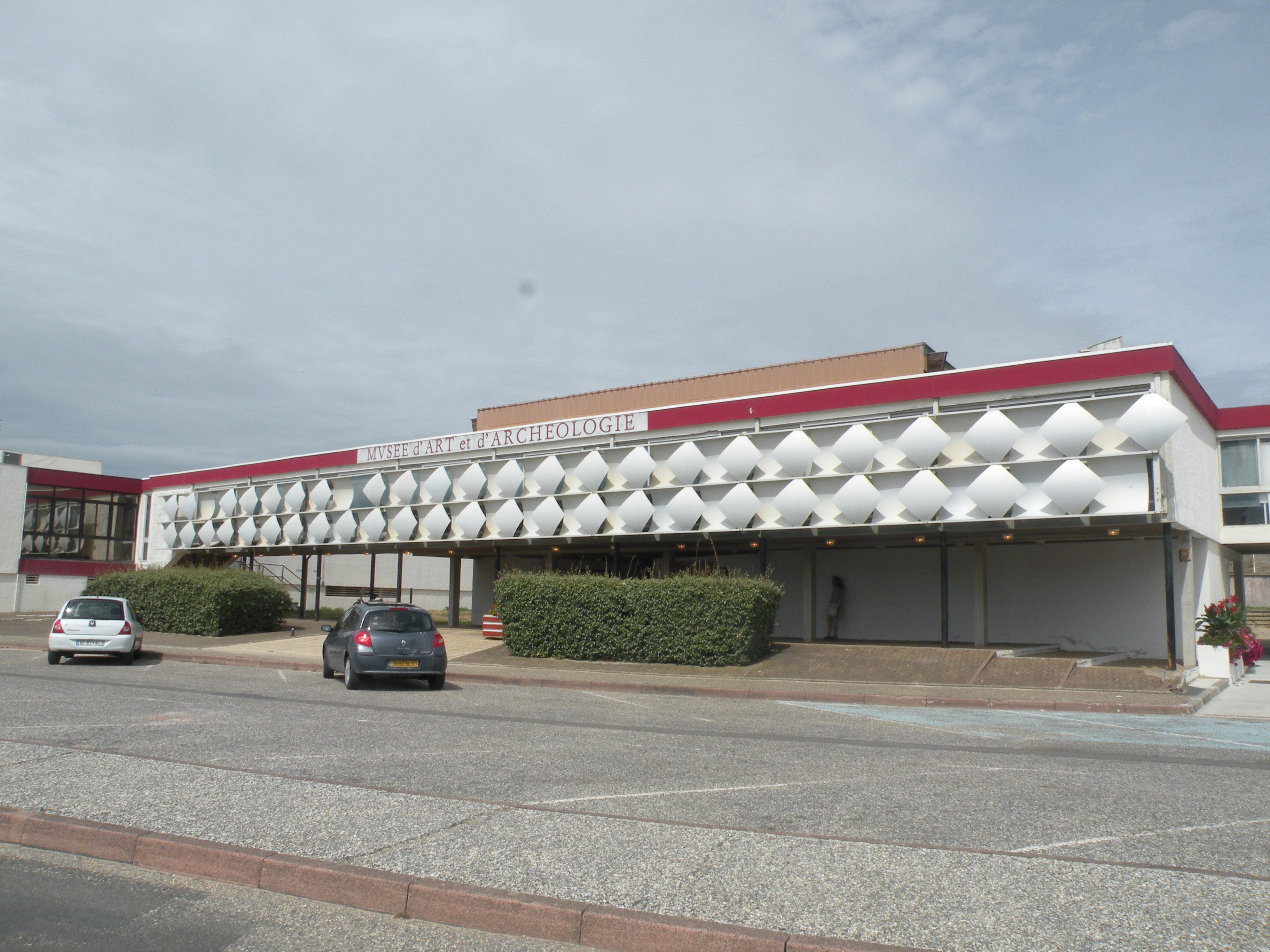
Musée d'art et archéologie de Soulac-sur-Mer

- Musée d'art et archéologie

## Verdelais
- Musée d'Art religieux [17]

## Vertheuil
- Écomusée du Centre Médoc
- Musée d'automates

## Villandraut
- Musée municipal (Musée de France)